# باشگاه فوتبال گسترش فولاد تبریز در فصل ۹۲–۱۳۹۱
فصل ۹۲–۱۳۹۱، چهارمین فصل، حضور باشگاه فوتبال گسترش فولاد تبریز در لیگ آزادگان است. فصل ۹۲–۹۱، ششمین سال فعالیت باشگاه گسترش فولاد در رشته فوتبال محسوب می‌شود.
این تیم در لیگ آزادگان ۹۲–۱۳۹۱ با سرمربی‌گری رسول خطیبی و با بازیکنان جوان و بومی، در فاصله ۳ هفته مانده تا پایان فصل، با کسب مقام نخست گروه خود، به لیگ برتر صعود کرد.
امیر خدایی با به ثمر رساندن ۹ گل به عنوان آقای گل تیم گسترش فولاد انتخاب شد.سامان نریمان جهان با۸ گل و مهرداد بایرامی۷ گل در راه رسیدن به لیگ به یاران خطیبی کمک شایانی نمودند.

## بازیکنان کنونی
فهرست بازیکنان باشگاه فوتبال گسترش فولاد تبریز در فصل ۹۲–۱۳۹۱ به شرح زیر است.
| شماره |       | نقش       | بازیکن              |
| ----- | ----- | --------- | ------------------- |
| ۱     | ایران | دروازه‌بان | سید مهدی اسلامی     |
| ۲     | ایران | مهاجم     | هدایت شهریاری       |
| ۳     | ایران | دفاع      | میر مهدی قریشی      |
| ۴     | ایران |           | علیرضا عبادی        |
| ۵     | ایران | هافبک     | سعید مهدی‌پور        |
| ۶     | ایران | دفاع      | کاوه زنگیان         |
| ۷     | ایران |           | سامان نریمان جهان   |
| ۸     | ایران | هافبک     | رسول علیزاده امیری  |
| ۹     | ایران | مهاجم     | مهرداد بایرامی      |
| ۱۰    | ایران |           | سید امید نظامی‌پور   |
| ۱۱    | ایران | مهاجم     | محسن دلیر           |
| ۱۲    | ایران | مهاجم     | احمد کامدار         |
| ۱۳    | ایران | دفاع      | امیر تیزرو          |
| ۱۴    | ایران |           | محمدعلی فریدی خطیبی |
| ۱۵    | ایران | هافبک     | احد رستمی           |
| ۱۶    | ایران | هافبک     | علیرضا نقی‌زاده      |
| ۱۷    | ایران | مهاجم     | هادی جعفری          |

| شماره |       | نقش        | بازیکن              |
| ----- | ----- | ---------- | ------------------- |
| ۱۸    | ایران | مهاجم      | رضا جعفری           |
| ۱۹    | ایران | هافبک      | رسول علی پور        |
| ۲۰    | ایران | هافبک،دفاع | سید مرتضی محفوظی    |
| ۲۱    | ایران |            | سید صابر میرقربانی  |
| ۲۲    | ایران | دروازه‌بان  | مهدی رحیم زاده متحد |
| ۲۳    | ایران | هافبک      | اسماعیل سبزی        |
| ۲۴    | ایران | دفاع       | سید رضا عزیزی       |
| ۲۷    | ایران | مهاجم      | رسول خطیبی          |
| ۲۸    | ایران | دفاع       | امیررضا خدائی       |
| ۲۹    | ایران | مهاجم      | میلاد کارگر         |
| ۳۰    | ایران |            | احسان پهلوان        |
| ۳۱    | ایران |            | بهزاد ذبیحی         |
| ۳۲    | ایران | دفاع       | امین تقی زاده       |
| ۳۳    | ایران | دفاع       | شهریار شیروند       |
| ۴۰    | ایران | هافبک      | سعید آقایی          |
| ۴۴    | ایران | دروازه‌بان  | محسن ویژواری        |

## مسئولان

### کادر فنی
| سمت              | نام                 |
| ---------------- | ------------------- |
| سرمربی           | رسول خطیبی          |
| دستیار مربی      | یونس باهنر          |
| دستیار مربی      | یوسف بخشی‌زاده       |
| مربی دروازه‌بان‌ها | فضل‌الله امیرغیاثوند |
| آنالیزور         | بهزاد بشتایم        |
| پزشک             | رمضان نوری‌زاده      |
| پزشکیار          | نادر علیزاده فرخی   |
| ماساژور          | سعید صادقی          |
| سرپرست           | عبدالرزاق میراب     |
| تدارکات          | ساسان اسدی اسکندانی |
| تدارکات          | علی رهبردوست        |

### مدیران
| سمت             | نام                |
| --------------- | ------------------ |
| مالک            | محمدرضا زنوزی مطلق |
| رئیس هیئت مدیره | حمید حسین‌زاده      |
| مدیر عامل       | غلامرضا سمندر      |

## عملکرد باشگاه در لیگ آزادگان

### بازی‌ها
نتایج بازی‌های باشگاه فوتبال گسترش فولاد در لیگ آزادگان ۹۲–۱۳۹۲ به شرح زیر است:
| جدول نتایج گسترش فولاد در نیم فصل اول لیگ برتر ایران فصل ۹۲–۱۳۹۱ | جدول نتایج گسترش فولاد در نیم فصل اول لیگ برتر ایران فصل ۹۲–۱۳۹۱ | جدول نتایج گسترش فولاد در نیم فصل اول لیگ برتر ایران فصل ۹۲–۱۳۹۱ | جدول نتایج گسترش فولاد در نیم فصل اول لیگ برتر ایران فصل ۹۲–۱۳۹۱ | جدول نتایج گسترش فولاد در نیم فصل اول لیگ برتر ایران فصل ۹۲–۱۳۹۱ | جدول نتایج گسترش فولاد در نیم فصل اول لیگ برتر ایران فصل ۹۲–۱۳۹۱ |
| هفته                                                             | تیم میزبان                                                       | نتیجه                                                            | تیم مهمان                                                        | استادیوم                                                         | امتیاز                                                           |
| ---------------------------------------------------------------- | ---------------------------------------------------------------- | ---------------------------------------------------------------- | ---------------------------------------------------------------- | ---------------------------------------------------------------- | ---------------------------------------------------------------- |
| ۱                                                                | گسترش فولاد                                                      | ۲ - ۰                                                            | اتکای گلستان                                                     | بنیان دیزل تبریز                                                 | ۳                                                                |
| ۲                                                                | ماشین‌سازی تبریز                                                  | ۰ - ۲                                                            | گسترش فولاد                                                      | یادگار امام تبریز                                                | ۶                                                                |
| ۳                                                                | گسترش فولاد                                                      | ۱ - ۱                                                            | شاهین بوشهر                                                      | بنیان دیزل تبریز                                                 | ۷                                                                |
| ۴                                                                | نساجی مازندران                                                   | ۱ - ۱                                                            | گسترش فولاد                                                      | شهدای ساری                                                       | ۸                                                                |
| ۵                                                                | گسترش فولاد                                                      | ۴ - ۰                                                            | گل‌گهر سیرجان                                                     | بنیان دیزل تبریز                                                 | ۱۱                                                               |
| ۶                                                                | سنگ آهن بافق                                                     | ۱ - ۱                                                            | گسترش فولاد                                                      | سنگ آهن بافق                                                     | ۱۲                                                               |
| ۷                                                                | گسترش فولاد                                                      | ۲ - ۰                                                            | استقلال اهواز                                                    | بنیان دیزل تبریز                                                 | ۱۵                                                               |
| ۸                                                                | نفت مسجدسلیمان                                                   | ۲ - ۲                                                            | گسترش فولاد                                                      | بهنام محمدی مسجد سلیمان                                          | ۱۶                                                               |
| ۹                                                                | گسترش فولاد                                                      | ۱ - ۰                                                            | پارسه تهران                                                      | بنیان دیزل تبریز                                                 | ۱۹                                                               |
| ۱۰                                                               | شهرداری اراک                                                     | ۱ - ۲                                                            | گسترش فولاد                                                      | امام خمینی اراک                                                  | ۲۲                                                               |
| ۱۱                                                               | گسترش فولاد                                                      | ۲ - ۱                                                            | ابومسلم خراسان                                                   | بنیان دیزل تبریز                                                 | ۲۵                                                               |
| ۱۲                                                               | مس سرچشمه                                                        | ۰ - ۰                                                            | گسترش فولاد                                                      | زینلی سرچشمه                                                     | ۲۶                                                               |
| ۱۳                                                               | گسترش فولاد                                                      | ۳ - ۱                                                            | الوند همدان                                                      | بنیان دیزل تبریز                                                 | ۲۹                                                               |
| تعداد بازی های نیم فصل اول                                       | تعداد بازی های نیم فصل اول                                       | تعداد بازی های نیم فصل اول                                       | تعداد بازی های نیم فصل اول                                       | تعداد بازی های نیم فصل اول                                       | ۱۳                                                               |
| تعداد برد های نیم فصل اول                                        | تعداد برد های نیم فصل اول                                        | تعداد برد های نیم فصل اول                                        | تعداد برد های نیم فصل اول                                        | تعداد برد های نیم فصل اول                                        | ۸                                                                |
| تعداد تساوی های نیم فصل اول                                      | تعداد تساوی های نیم فصل اول                                      | تعداد تساوی های نیم فصل اول                                      | تعداد تساوی های نیم فصل اول                                      | تعداد تساوی های نیم فصل اول                                      | ۵                                                                |
| تعداد باخت های نیم فصل اول                                       | تعداد باخت های نیم فصل اول                                       | تعداد باخت های نیم فصل اول                                       | تعداد باخت های نیم فصل اول                                       | تعداد باخت های نیم فصل اول                                       | ۰                                                                |
| امتیاز نیم فصل اول                                               | امتیاز نیم فصل اول                                               | امتیاز نیم فصل اول                                               | امتیاز نیم فصل اول                                               | امتیاز نیم فصل اول                                               | ۲۹                                                               |

| جدول نتایج گسترش فولاد در نیم فصل دوم لیگ برتر ایران فصل ۹۲–۱۳۹۱ | جدول نتایج گسترش فولاد در نیم فصل دوم لیگ برتر ایران فصل ۹۲–۱۳۹۱ | جدول نتایج گسترش فولاد در نیم فصل دوم لیگ برتر ایران فصل ۹۲–۱۳۹۱ | جدول نتایج گسترش فولاد در نیم فصل دوم لیگ برتر ایران فصل ۹۲–۱۳۹۱ | جدول نتایج گسترش فولاد در نیم فصل دوم لیگ برتر ایران فصل ۹۲–۱۳۹۱ | جدول نتایج گسترش فولاد در نیم فصل دوم لیگ برتر ایران فصل ۹۲–۱۳۹۱ |
| هفته                                                             | تیم میزبان                                                       | نتیجه                                                            | تیم مهمان                                                        | استادیوم                                                         | امتیاز                                                           |
| ---------------------------------------------------------------- | ---------------------------------------------------------------- | ---------------------------------------------------------------- | ---------------------------------------------------------------- | ---------------------------------------------------------------- | ---------------------------------------------------------------- |
| ۱۴                                                               | اتکای گلستان                                                     | ۰ - ۱                                                            | گسترش فولاد                                                      | شهدای گرگان                                                      | ۲۹                                                               |
| ۱۵                                                               | گسترش فولاد                                                      | ۲ - ۱                                                            | ماشین‌سازی تبریز                                                  | بنیان دیزل تبریز                                                 | ۳۲                                                               |
| ۱۶                                                               | شاهین بوشهر                                                      | ۲ - ۲                                                            | گسترش فولاد                                                      | بهشتی بوشهر                                                      | ۳۳                                                               |
| ۱۷                                                               | گسترش فولاد                                                      | ۲ - ۱                                                            | نساجی مازندران                                                   | بنیان دیزل تبریز                                                 | ۳۶                                                               |
| ۱۸                                                               | گل‌گهر سیرجان                                                     | ۱ - ۰                                                            | گسترش فولاد                                                      | اختصاصی گل‌گهر سیرجان                                             | ۳۶                                                               |
| ۱۹                                                               | گسترش فولاد                                                      | ۲ - ۱                                                            | سنگ آهن بافق                                                     | بنیان دیزل تبریز                                                 | ۳۹                                                               |
| ۲۰                                                               | استقلال اهواز                                                    | ۰ - ۱                                                            | گسترش فولاد                                                      | تختی اهواز                                                       | ۴۲                                                               |
| ۲۱                                                               | گسترش فولاد                                                      | ۳ - ۱                                                            | نفت مسجدسلیمان                                                   | بنیان دیزل تبریز                                                 | ۴۵                                                               |
| ۲۲                                                               | پارسه تهران                                                      | ۱ - ۱                                                            | گسترش فولاد                                                      | صنایع دفاع تهران                                                 | ۴۶                                                               |
| ۲۳                                                               | گسترش فولاد                                                      | ۴ - ۱                                                            | شهرداری اراک                                                     | بنیان دیزل تبریز                                                 | ۴۹                                                               |
| ۲۴                                                               | ابومسلم خراسان                                                   | ۲ - ۲                                                            | گسترش فولاد                                                      | تختی مشهد                                                        | ۵۰                                                               |
| ۲۵                                                               | گسترش فولاد                                                      | ۲ - ۴                                                            | مس سرچشمه                                                        | بنیان دیزل تبریز                                                 | ۵۰                                                               |
| ۲۶                                                               | الوند همدان                                                      | ۱ - ۰                                                            | گسترش فولاد                                                      | قدس همدان                                                        | ۵۰                                                               |
| تعداد بازی های نیم فصل اول                                       | تعداد بازی های نیم فصل اول                                       | تعداد بازی های نیم فصل اول                                       | تعداد بازی های نیم فصل اول                                       | تعداد بازی های نیم فصل اول                                       | ۱۳                                                               |
| تعداد برد های نیم فصل اول                                        | تعداد برد های نیم فصل اول                                        | تعداد برد های نیم فصل اول                                        | تعداد برد های نیم فصل اول                                        | تعداد برد های نیم فصل اول                                        | ۶                                                                |
| تعداد تساوی های نیم فصل اول                                      | تعداد تساوی های نیم فصل اول                                      | تعداد تساوی های نیم فصل اول                                      | تعداد تساوی های نیم فصل اول                                      | تعداد تساوی های نیم فصل اول                                      | ۳                                                                |
| تعداد باخت های نیم فصل اول                                       | تعداد باخت های نیم فصل اول                                       | تعداد باخت های نیم فصل اول                                       | تعداد باخت های نیم فصل اول                                       | تعداد باخت های نیم فصل اول                                       | ۴                                                                |
| امتیاز نیم فصل اول                                               | امتیاز نیم فصل اول                                               | امتیاز نیم فصل اول                                               | امتیاز نیم فصل اول                                               | امتیاز نیم فصل اول                                               | ۲۱                                                               |

### جدول رده‌بندی گروه الف
| رتبه | تیم              | بازی | برد | مساوی | باخت | زده | خورده | تفاضل | امتیاز | جایگاه                                     | توضیحات |
| ---- | ---------------- | ---- | --- | ----- | ---- | --- | ----- | ----- | ------ | ------------------------------------------ | ------- |
| 1    | گسترش فولاد (P)  | 26   | 14  | 8     | 4    | 44  | 25    | +19   | 36     | صعود به لیگ برتر فوتبال ایران ۹۳–۱۳۹۲      |         |
| 2    | مس سرچشمه (Q)    | 26   | 12  | 11    | 3    | 29  | 15    | +14   | 35     | لیگ آزادگان ۱۳–۲۰۱۲ مرحله حذفی             |         |
| 3    | نفت مسجد سلیمان  | 26   | 13  | 6     | 7    | 41  | 31    | +10   | 32     |                                            |         |
| 4    | الوند همدان      | 26   | 12  | 7     | 7    | 33  | 23    | +10   | 31     |                                            |         |
| 5    | گل گهر           | 26   | 11  | 8     | 7    | 29  | 25    | +4    | 30     |                                            |         |
| 6    | ابومسلم          | 26   | 10  | 8     | 8    | 39  | 34    | +5    | 28     |                                            |         |
| 7    | سنگ آهن بافق     | 26   | 9   | 7     | 10   | 37  | 32    | +5    | 25     |                                            |         |
| 8    | نساجی مازندران   | 26   | 9   | 9     | 8    | 33  | 27    | +6    | ۰241   |                                            |         |
| 9    | پارسه تهران      | 26   | 6   | 13    | 7    | 30  | 30    | 0     | 25     |                                            |         |
| 10   | استقلال اهواز    | 26   | 7   | 9     | 10   | 25  | 34    | −9    | 23     |                                            |         |
| 11   | اتکا (R)         | 26   | 7   | 9     | 10   | 15  | 24    | −9    | 23     | سقوط به الگو:Fb competition 2013–14 دسته ۲ |         |
| 12   | شاهین بوشهر (R)  | 26   | 6   | 8     | 12   | 18  | 30    | −12   | 20     | سقوط به الگو:Fb competition 2013–14 دسته ۲ |         |
| 13   | شهرداری اراک (R) | 26   | 6   | 7     | 13   | 16  | 30    | −14   | 19     | سقوط به الگو:Fb competition 2013–14 دسته ۲ |         |
| 14   | ماشین سازی (R)   | 26   | 3   | 4     | 19   | 18  | 47    | −29   | 10     | سقوط به الگو:Fb competition 2013–14 دسته ۲ |         |

آخرین به روز رسانی جدول 15 April 2013
منبع: Varzesh3.com
نحوه قرار گرفتن در جدول:1st امتیاز؛ 2nd تفاضل گل؛ 3rd گل زده.
1کسر ۳ امتیاز از نساجی مازندران.
# = رتبه در جدول؛ بازی = تعداد بازی؛ برد = بازیهای برده؛ مساوی = بازیهای مساوی؛ باخت = بازیهای باخته؛ زده = گل زده؛ خورده = گل خورده؛ تفاضل = تفاضل گل؛ امتیاز = امتیاز گرفته؛
(ق) = قهرمان؛ (س) = سقوط کرده؛ (ص) = صعود به رده بالاتر؛ (پ) = رفتن به پلی آف؛ (۱/۴) = رفتن به ۱/۴